# Netcop
Der Begriff Netcop (von englisch net „Netz“ als Kurzbezeichnung für das Internet und englisch cop „Polizist“ in negativer Konnotation) ist historisch als Netzjargon im Usenet entstanden und wird gelegentlich auch in Webforen verwendet. Damit wird abwertend eine Person bezeichnet, der vorgeworfen wird, aus eigenem Antrieb und ohne offizielles Amt in übertriebenem Maß die Einhaltung der Verhaltensempfehlungen (Netiquette) zu überwachen. Personen, die im Usenet, offiziell Postings in einer Newsgroup zulassen oder ablehnen, bezeichnet man dagegen als Moderator.
Aus Sicht des als Netcop Bezeichneten ist es notwendig, öffentlich auf Fehlverhalten hinzuweisen, da die Einhaltung gewisser Regeln notwendig ist, um ein möglichst reibungsloses Miteinander aller Beteiligten im Usenet oder in Foren zu gewährleisten. Von seinen Gegnern wird ihm aber häufig vorgeworfen, dass die öffentlichen (anstatt per Mail versendeten) Hinweise auf korrektes Benehmen primär der Selbstdarstellung dienen. Gelegentlich entzündet sich der Streit auch daran, welches Verhalten denn überhaupt als korrekt anzusehen sei, da es kein von allen anerkanntes Regelwerk gibt.